# Queenborough
Queenborough est une petite ville de 3 471 habitants, sur l'Île de Sheppey dans le district de Swale, dans le comté du Kent, Angleterre.

## Histoire

### Époque médiévale et Tudor
À l'époque saxonne, le site de Queenborough est occupé et est nommé Cyningburh, signifiant « King's borough » (en français : « burh du roi ») : il s'agit du lieu de résidence des rois anglo-saxons, qui possèdent un château à l'embouchure du Swale.
Sous le roi Édouard III, le château de Sheppy (en) est reconstruit par-dessus l'ancien château, selon un plan de William de Wykeham. Le roi s'y rend quelques jours : il accorde à la ville le titre de borough et, en honneur de la reine Philippa, il la renomme « Queenborough »,.